# Enrichissement en concentration à l'air libre

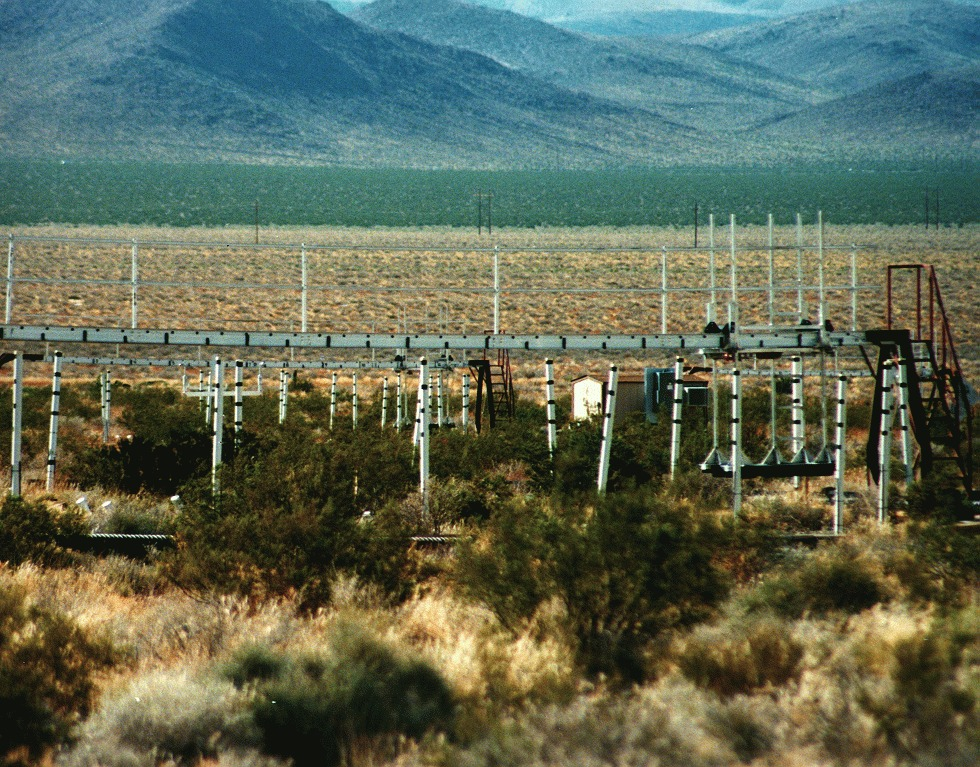
Installation "FACE" dans le désert du Nevada.

L'enrichissement en dioxyde de carbone en air libre ou FACE (pour free-air concentration enrichment) est une méthode utilisée par les écologues et les botanistes qui augmente la concentration de CO2 dans une zone spécifiée et permet de mesurer la réponse de la croissance des plantes. Les expériences réalisées à l'aide du système FACE sont précieuses, car la majorité des recherches portant sur les effets des concentrations élevées de dioxyde de carbone ont été menées en laboratoire, où de nombreux facteurs, y compris la compétition entre les plantes, sont absents. Mesurer l'effet d'une augmentation CO2 à l'aide de FACE est une manière plus naturelle d'estimer l'évolution future de la croissance des plantes à mesure que la concentration de CO2  augmente dans l'atmosphère. L'enrichissement en concentration à l'air libre permet également d'évaluer l'impact des niveaux élevés de CO2 sur des plantes qui ne peuvent pas être cultivées dans de petits espaces, tels que les arbres. Cependant, ces expériences engendrent des coûts significativement plus élevés que les expériences en serre.

## Méthode
Des tuyaux horizontaux ou verticaux sont disposés en cercle autour de la zone d'expérimentation, de diamètres allant de 1 à 30 mètres, et diffusent de l'air enrichi en CO2 autour des plantes. La concentration de dioxyde de carbone est maintenue au niveau souhaité en utilisant des capteurs placés dans le sol, qui transmettent des données à un ordinateur. Ce dernier ajuste ensuite le débit de CO2 provenant des tuyaux en fonction de ces informations.

## Usage
Ces cercles FACE ont été employés dans diverses régions des États-Unis, notamment dans des forêts tempérées ainsi que dans des peuplements de trembles en Italie. Cette méthode est également appliquée à des fins de recherche agricole. Par exemple, les cercles FACE ont été utilisés pour évaluer la réponse des plants de soja à des niveaux accrus d'ozone et de dioxyde de carbone dans les installations de recherche de l'Université de l'Illinois à Urbana-Champaign. Les techniques d'enrichissement en concentration à l'air libre n'ont pas encore été mises en œuvre dans les forêts primaires ou dans les biomes clés pour la séquestration du carbone, tels que les forêts tropicales ou les forêts boréales, et l'établissement des futures priorités de recherche pour ces régions est considérée comme une préoccupation urgente. 
TasFACE, une application parmi d'autres de cette méthode utilisée à l'échelle mondiale, étudie les effets d'une concentration élevée de CO2 sur une prairie indigène en Tasmanie, en Australie. Le réseau National Wheat FACE est actuellement en cours de création à Horsham, Victoria, Australie, dans le cadre d'un projet conjoint du Département des industries primaires de Victoria et de l'Université de Melbourne. EucFACE est la seule expérience forestière d'enrichissement en concentration à l'air libre d'Australie, créée par l'Université de Western Sydney dans la forêt de la plaine de Cumberland dominée par les eucalyptus Eucalyptus tereticornis près de Richmond, en Nouvelle-Galles du Sud, en 2012. 
Une expérience d'enrichissement en concentration à l'air libre initiée par l'Université Duke de Durham (Caroline du Nord) a débuté à en juin 1994. Le secteur Blackwood de la forêt Duke a vu l'installation de transfert et de stockage de carbone forêt-atmosphère. Il s'agit de quatre parcelles d'enrichissement CO2 à l'air libre qui fournissent des niveaux plus élevés de concentration atmosphérique CO2 et de quatre parcelles témoins testées avec un taux de CO2 ambiant. Il y a eu 253 publications faisant état des résultats de l’expérience,. 

## Résultats
En 2004, une méta-analyse de 15 années d'études d'enrichissement en concentration à l'air libre a révélé que la réponse à une augmentation CO2 en utilisant cette technologie n'augmentait que légèrement le rendement des plantes cultivées (5 à 7 % pour le riz et 8 % pour le blé). Ces réponses étaient moins élevées que ce qui était anticipé par les études antérieures menées en laboratoire ou dans des enceintes. Cette situation revêt une grande importance, car les projections antérieures concernant la production alimentaire supposaient que les baisses de rendement dues au dérèglement climatique seraient compensées par des augmentations de rendement liées à l'augmentation du CO2. 
Depuis 2010, une image plus nuancée émerge, avec des variations substantielles dans les réponses en fonction des espèces végétales, de la disponibilité en eau et de la concentration d'ozone. Par exemple, le projet Horsham FACE 2007-2010 (utilisant des cultures de blé) dans l'état de Victoria en Australie, montre que « l'effet de l'eCO2 était d'augmenter la biomasse des cultures à maturité de 20 % et la biomasse des racines d'anthèse de 49 % ». Cette étude conclut également qu'« un large pool génétique doit être étudié pour voir si des cultivars particuliers sont capables de répondre davantage à l'eCO2 ». Il a été démontré que l'augmentation du dioxyde de carbone atmosphérique réduit la demande en eau des plantes, ce qui diminue par conséquent leur absorption d'azote. Cette réduction de la demande en eau profite particulièrement aux rendements des cultures dans les régions arides. L'augmentation de la teneur en glucides des cultures est favorisée par la photosynthèse, mais en même temps, la teneur en protéines est réduite en raison de l'absorption réduite d'azote. Les légumineuses et leurs bactéries symbiotiques, connues pour leur capacité à fixer l'azote atmosphérique, semblent bénéficier davantage de l'augmentation des niveaux de dioxyde de carbone que la plupart des autres espèces végétales.